# Lygosoma laeviceps
Lygosoma laeviceps är en ödleart som beskrevs av  Peters 1874. Lygosoma laeviceps ingår i släktet Lygosoma och familjen skinkar. Inga underarter finns listade i Catalogue of Life.